# Nongshanian
Das Nongshanian ist in der Erdgeschichte eine regionale Stufe im terrestrischen Paläogen Ostasiens. Das Nongshanian ist die zweite Stufe in der Abfolge der Landsäugetierstufen in Ostasien und folgt auf das Shanghuan, darüber (bzw. danach) folgt das Gashatan. Nach der derzeitigen Korrelation entspricht es dem oberen Teil der globalen Danium-Stufe, der gesamten Seelandium-Stufe und der unteren Thanetium-Stufe des Paläozäns (Paläogen). Geochronologisch wird es derzeit in den Zeitraum 63,3 bis 57,3 Millionen Jahre datiert. Das Nongshanian ist durch die Radiation und die Speziation endemischer Wirbeltiergruppen charakterisiert.

## Begriffsgeschichte
Das Nongshanian wurde von Li & Ting (1983) vorgeschlagen. Es ist nach der Nongshan-Formation im Nanxiong-Becken (Priv. Guangdong, Südchina) benannt.

## Definition, Korrelation, absolute Datierung und Untergliederung
Der Beginn des Nongshanian ist durch das Erstauftreten der Mixodontia, Didymoconidae und Arctostylopida definiert. Zwar reichen die meisten Säugetierfamilien von Shanghuan in das Nongshanian hinein, jedoch starben über 85 % der Gattungen des Shanghuan aus. Die Diversität der Ordnungen Anagalida, Pantodonta und Tillodontia nahm ab. Die Familie Bemalambdidae starb aus und wurde durch die Familien Pastoralodontidae und Pantolambdodontidae ersetzt. Das Nongshanian ist durch die Radiation und die Speziation endemischer Wirbeltiergruppen charakterisiert. Besonders Siebenschläferartige (Glires) entwickelten sich rasch, z. B. die Familien Anagalidae, Pseudictopidae, Arctostylopidae, Eurymylidae und Mimotonidae. Typische Taxa sind: Bothriostylops. Hsiuannania, Mimotona, Harypyodus und Altilambda.
Das Nongshanian korreliert mit dem obersten Torrejonian und dem größten Teil der Tiffanian-Stufe der nordamerikanischen Säugetierstratigraphie (NALMA). Nach anderen Autoren korreliert die Shanghuan/Nongshanian-Grenze mit der Torrejonian/Tiffanian-Grenze. Je nach Auffassung reicht das Nongshanian deshalb gerade noch in das globale Danium hinein, oder beginnt erst mit der darüber folgenden globalen Seelandium-Stufe und endet in der unteren globalen Thanetium-Stufe. In absoluten Zahlen ausgedrückt beginnt das Nongshanian vor 63,3 und endet vor 57,3 Millionen Jahren. Wird der Beginn des Nongshanian mit der Torrejonian/Tiffanian-Grenze korreliert, beginnt das Nongshanian etwa eine Million Jahre später und ist entsprechend kürzer. Die Shanghuan/Nongshanian-Grenze und die Torrejonian/Tiffanian-Grenze, wenn sie in etwa zeitgleich sind, sind möglicherweise durch den weltweiten Beginn einer kühleren Phase bedingt.
Das Nongshanian wird von Ting (1998) in drei Abschnitte unterteilt:
- Taizicun-Fauna
- Sinostylops-Intervalzone
- Asiostylops-Intervalzone

Nach Missaein (2011) gehört allerdings die Taizicun-Fauna bereits in das Gashatan. Er anerkennt nur zwei Intervalzonen:
- Bothriostylops-Intervalzone: Erstauftreten der Familie Eurymylidae, typische Gattung Bothriostylops.
- Asiostylops-Intervalzone: Erstauftreten der Familien Mimotonidae, Didymoconidae, Pastroralodontidae, Prodinoceratidae; typische Gattung Asiostylops.

## Belege